# 山下善彦
山下 善彦（やました よしひこ、1946年3月4日 - ）は、日本の政治家。自由民主党所属の元参議院議員（1期）。

## 経歴
浜名郡小野口村（現・浜松市浜名区）生まれ。静岡県立浜松北高等学校卒業。早稲田大学政治経済学部卒業。1982年の静岡県議会議員補欠選挙に浜松市選挙区から、自民党公認で立候補したが、この時は同じ自民党公認の前議員に敗れた。1983年の静岡県議会議員選挙に浜松市選挙区から、自民党公認で立候補して当選した。その後、1987年、1991年、1995年と連続で当選した。また、1995年5月19日から1996年6月20日まで第94代静岡県議会副議長を務めた。1998年6月24日に参議院議員選挙に立候補するため、県議を辞職した。
同年7月12日の第18回参議院議員選挙に静岡県選挙区から自民党公認で立候補して初当選を果たした。2002年1月8日に防衛庁長官政務官に就任した。2004年7月11日の第20回参議院議員選挙に立候補したが、定数2に対し、4位で落選した。

## 栄典
- 2016年 - 旭日中綬章[10]

## その他
- 2003年、しんぶん赤旗で全国貸金業政治連盟から6万円のパーティー券購入が伝えられる[要出典]。
- 2004年、年金の3ヶ月の未納が発覚[要出典]。